# Walter Brugna
Walter Brugna (* 28. Januar 1965 in Rivolta d’Adda) ist ein ehemaliger italienischer Radrennfahrer.
Walter Brugna gewann als Amateur 1986 die Trofeo Papà Cervi. Er war Profi von 1987 bis 1991. Sein größter Erfolg war der Sieg bei den UCI-Bahn-Weltmeisterschaften 1990 im Steherrennen der Profis im japanischen Maebashi. Schon 1988, bei der WM in Gent war er Dritter und 1989 in Lyon Vize-Weltmeister geworden.
Brugna fuhr auch Rennen auf der Straße. 1987 gewann er drei Etappen der Herald Sun Tour in Australien und 1991 drei Etappen bei der Argentinien-Rundfahrt.
Auch Walter Brugnas Sohn Alessio (* 1995) ist als Radrennfahrer aktiv.